# Кадак, Якуб
Я́куб Ка́дак (словац. Jakub Kadák; род. 14 декабря 2000, Тренчин) — словацкий футболист, играющий на позиции полузащитника клуба «Люцерн» и сборной Словакии.

## Карьера
Якуб - уроженец Тренчина и футболом занимался только в своём родном городе. В сезоне 2017/2018 был переведён в основную команду.
20 сентября 2015 года дебютировал в чемпионате Словакии в поединке против «трнавского Спартака», который завершился поражением со счётом 1:2. Якуб вышел на замену на 80-й минуте вместо Лукаша Сковайса.
В 2016 году провёл две встречи в сборной Словакии среди юношей до 17 лет.